# 捲舌擠喉音
捲舌擠喉音（Retroflex ejective）是一種罕見的輔音，出現於一些口語中。國際音標將此音記作⟨ʈʼ⟩，其對應的X-SAMPA音標為t`_>。

## 特徵
捲舌擠喉音的特徵包括：
- 調音方法是閉塞，也就是說通過阻礙空氣在聲道流動來調音。由於此輔音也是一個口腔輔音，故氣流被完全地阻塞住，而形成一個塞音。
- 調音部位是捲舌，以舌尖和上顎前部接觸以形成對氣流的阻礙而調音。

- 發聲類型是清音，意味着發音時聲帶並不顫動。
- 本輔音是口腔輔音（口音），表示調音時空氣只從口裡流出。
- 本輔音為中央輔音，調音時氣流在口腔的中央流過舌面，而不從兩側流過。
- 氣流機制是擠喉音，通過將聲門向上擠壓而將空氣排出。

## 出現於
| 語言       | 語言          | 詞彙       | IPA        | 意思     | 註釋                                    |
| ---------- | ------------- | ---------- | ---------- | -------- | --------------------------------------- |
| 哥威迅语   | 哥威迅语      | etr'uu     | /ɛʈʼu:/    | 北極燕鷗 |                                         |
| 齊瑪利科語 | 齊瑪利科語    | [ 比如？ ] | [ 比如？ ] |          | [ 1 ]                                   |
| Yokuts     | Wukchumni方言 | ṭʼa∙yʼ     | [ʈʼaːjˀ]   | 羽毛绒   | 音位上很显著，不在其他Yokut方言里出现。 |
| 英语       | 印度英语      | beet       | [biːʈʼ]    | 甜菜     | 在语句末作/t/的同位异音                 |

## 外部鏈結
- 在PHOIBLE上搜尋含有[ʈʼ]的語言